# Cosmisoma fasciculatum
Cosmisoma fasciculatum är en skalbaggsart som först beskrevs av Olivier 1795.  Cosmisoma fasciculatum ingår i släktet Cosmisoma och familjen långhorningar. Inga underarter finns listade i Catalogue of Life.